# Lagardère
Lagardère is een gemeente in het Franse departement Gers (regio Occitanie) en telt 67 inwoners (2009). De plaats maakt deel uit van het arrondissement Condom.

## Geografie
De oppervlakte van Lagardère bedraagt 4,8 km², de bevolkingsdichtheid is dus 14 inwoners per km².
De onderstaande kaart toont de ligging van Lagardère met de belangrijkste infrastructuur en aangrenzende gemeenten.

## Demografie
Onderstaande figuur toont het verloop van het inwonertal (bron: INSEE-tellingen).